# Waverly City, Ohio
Waverly City, Ohio (енгл. Waverly City) град је у америчкој савезној држави Охајо.

## Демографија
По попису из 2010. године број становника је 4.408, што је 25 (-0,6%) становника мање него 2000. године.
| Група             | 2000.         | 2010.         |
| Белци             | 4.279 (96,5%) | 4.222 (95,8%) |
| Афроамериканци    | 51 (1,2%)     | 46 (1,0%)     |
| Азијати           | 24 (0,5%)     | 19 (0,4%)     |
| Хиспаноамериканци | 17 (0,4%)     | 34 (0,8%)     |
| Укупно            | 4.433         | 4.408         |